# 横井照子富士美術館
横井照子富士美術館（よこいてるこふじびじゅつかん）は静岡県富士市にある美術館。
愛知県津島市出身の洋画家である横井照子の作品展示と保存を目的として2008年に開館した。

## 所在地
- 〒417-0809　静岡県富士市中野464

## 周辺
- 広見公園
- 富士市総合運動公園
- 富士常葉大学

## アクセス
- 新東名高速道路新富士IC、西富士道路広見ICから3分
- JR 東海道新幹線 新富士駅 からタクシーで20分